# 휘핏
휘핏(Whippet)은 100여 년 전 영국에서 잉글리시 하운드와 테리어를 교배하여 토끼사냥을 위해 개량된 종이다. 어깨높이 46~55cm, 몸무게 13kg 정도이다. 중형개 중 다리가 길어 경주견으로 애용되는데 180m를 12초 정도로 달린다. 평소에는 귀엽고 명랑하여 사람들로부터 많은 사랑을 받는다.

## 대중 문화
심슨가족에 나오는 산타의 작은도우미의 품종이다.